# Julen Luís Arizmendi Martínez
Julen Luís Arizmendi Martínez (* 5. Juli 1976 in den Weehawken, New Jersey) ist ein spanischer Schachspieler.
Die spanische Einzelmeisterschaft konnte er einmal gewinnen: 2012 in Maspalomas. Er spielte für Spanien bei drei Schacholympiaden: 2002 bis 2006. Außerdem nahm er zweimal an den europäischen Mannschaftsmeisterschaften (2001 und 2011) teil.
In Spanien hat er für CA Valencia-Evajedrez, CA Valencia-Grupo Bali, CA Valencia-Cuna del Ajedrez Moderno, CA Equigoma-Casa Social Católica und Equigoma Casa Social Catolica gespielt. Mit Valencia nahm er 2004 am European Club Cup teil. 
In Frankreich hat er für C.E.I. Toulouse (2001/02) und Club de Mulhouse Philidor (2002/03) gespielt.
| Hier fehlt eine Grafik, die leider im Moment aus technischen Gründen nicht angezeigt werden kann. Wir arbeiten daran! |